# Anton Tarieljewitsch Sicharulidse
Anton Tarieljewitsch Sicharulidse (russisch Антон Тариэльевич Сихарулидзе; * 25. Oktober 1976 in Leningrad) ist ein ehemaliger russischer Eiskunstläufer, der im Paarlauf startete.

## Werdegang
Die Eltern Anton Sicharulidses sind Ljudmilla Posdnjakowa und Tariel Sicharulidse. Er hat eine ältere Schwester namens Marina und einen älteren Bruder namens Alexander. Sicharulidse begann im Alter von vier Jahren mit dem Eislaufen, als er einen Nachbarsjungen mit Schlittschuhen sah. Im Alter von 15 Jahren wollte er aufhören, da das Eiskunstlauftraining sehr viel Zeit in Anspruch nahm, aber sein Vater ermutigte ihn, weiterzumachen.
Sicharulidses erste Partnerin im Paarlaufen war Marija Petrowa. Mit ihr wurde er 1994 und 1995 Juniorenweltmeister. Sie trainierten bei Ljudmila Welikowa und Nikolai Welikow im Jubileiny-Sportkomplex in Sankt Petersburg. Zusammen bestritten sie zwei Weltmeisterschaften und zwei Europameisterschaften. Ihr bestes Ergebnis war der sechste Platz bei der Weltmeisterschaft 1995 und der fünfte Platz bei der Europameisterschaft 1996. 1995 wurden sie russische Vizemeister hinter Marina Jelzowa und Andrei Buschkow. 1996 trennten sich Sicharulidse und Petrowa, da er zu Trainerin Tamara Moskwina wechseln wollte, sie aber bei ihren Trainern bleiben wollte.
1995 kam Jelena Bereschnaja mit ihrem Eiskunstlaufpartner Oleg Schljachow von Riga zum Jubileiny-Sportkomplex, um bei Moskwina zu trainieren. Zwischen Sicharulidse und Bereschnaja entstand eine enge Freundschaft. Schljachow sah in Sicharulidse einen Konkurrenten und kehrte mit Bereschnaja nach Riga zurück. Im Januar 1996 wurde Bereschnaja beim Training schwer verletzt, als Schljachows Schlittschuhkufe ihr bei einer Pirouette den Schädel aufschlitzte. Als Sicharulidse davon hörte, reiste er sofort nach Riga, um sie im Krankenhaus zu besuchen. Sie konnte zu dieser Zeit weder sprechen, noch sich bewegen. Sicharulidse blieb bei ihr und half ihr bei der Genesung. Bereschnaja wollte wieder zum Eiskunstlaufen zurückkehren und die Ärzte stimmten vorsichtigen Bewegungen auf dem Eis bereits zwei Monate später zu. Mit der Hilfe von Sicharulidse und unter der Beobachtung von Tamara Moskwina machte sie wieder erste Versuche auf dem Eis. Moskwina war begeistert vom Umgang der beiden miteinander und so begannen sie über eine mögliche gemeinsame Karriere als Paarläufer nachzudenken. Bereschnaja hatte sich wieder erholt, ihre Sprache war aber noch beeinträchtigt, sodass sie zur Sprachtherapie ging. Bereits bei der Europameisterschaft 1997 traten Sicharulidse und Bereschnaja zusammen an und gewannen auf Anhieb die Bronzemedaille.
Ein Jahr später, bei der Europameisterschaft 1998 in Mailand wurden sie Europameister und gingen somit als Favoriten zu den Olympischen Spielen 1998 in Nagano. Wenige Sekunden vor dem Ende der Kür misslang ihnen eine Hebung, die sie möglicherweise die Goldmedaille kostete. Sie gewannen die Silbermedaille hinter ihren Landsleuten Oxana Kasakowa und Artur Dmitrijew. Bei der Weltmeisterschaft in Minneapolis wurden Sicharulidse und Bereschnaja Weltmeister. Sie verteidigten diesen Titel 1999 bei der Weltmeisterschaft in Helsinki. Von 1999 waren sie auch erstmals russische Meister geworden, ein Titel, den sie bis 2002 verteidigten. 1999 schloss der Jubileiny-Sportkomplex wegen Renovierungsarbeiten. Das Paar ging daraufhin nach Hackensack, New Jersey, wo sie zusammen mit dem US-amerikanischen Paar Kyoko Ina und John Zimmerman, das auch von Tamara Moskwina betreut wurde, trainierten. Im Jahr 2000 gewannen sie die Europameisterschaft in Wien. Wenig später wurden sie jedoch disqualifiziert, da Bereschnaja positiv auf Pseudoephedrin getestet worden war. Daraufhin wurde ihnen der Titel aberkannt und sie wurden für die Weltmeisterschaft gesperrt. Bereschnaja hatte ein Medikament gegen eine Erkältung genommen, dem ihr Arzt zugestimmt hatte. Sie hatte aber versäumt, es der ISU zu melden.

2001 gewannen Sicharulidse und Bereschnaja dann in Bratislava ihren zweiten Europameisterschaftstitel. Bei der Weltmeisterschaft unterlagen sie den Kanadiern Jamie Salé und David Pelletier, mit denen sich schon über die gesamte Saison hin eine Rivalität gebildet hatte. 

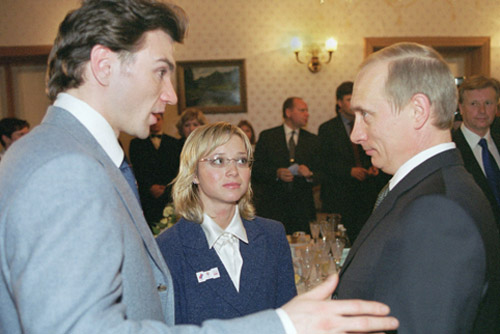
Sicharulidse und Bereschnaja mit Präsident Putin nach den Olympischen Spielen 2002

 So gingen beide Paare als Favoriten zu den Olympischen Spielen 2002 in Salt Lake City. Die Russen gewannen das Kurzprogramm, während die Kanadier einen Sturz hinnehmen mussten. In der Kür machten Sicharulidse und Bereschnaja kleinere Fehler während die Kanadier fehlerlos blieben. Vier Punktrichter sahen die Kanadier vorne und fünf Punktrichter die Russen. Somit wurde Sicharulidse und Bereschnaja die Goldmedaille verliehen. Das Ergebnis rief eine Kontroverse hervor. Der Präsident der ISU Ottavio Cinquanta leitete auf Druck des IOC eine Untersuchung hinsichtlich eines möglichen Punktrichterskandals ein. Der Fokus fiel auf die französische Punktrichterin Marie-Reine Le Gougne, die einzige westliche Punktrichterin, die für das russische Paar gewertet hatte. Unter dem Druck der Medien sagte sie aus, eingeschüchtert worden zu sein um für das russische Paar zu stimmen, im Ausgleich für einen Vorteil für das französische Paar im Eistanzwettbewerb, der ein paar Tage später stattfand. Der Skandal endete damit, dass auch dem kanadischen Paar Salé und Pelletier eine Goldmedaille verliehen wurde. Le Gougne sagte später, sie habe ehrlich bewertet und nur aufgrund des hohen Drucks der Medien das Gegenteil zugegeben. Die Medien, besonders NBC, hatten die Chance, die russische Dominanz in diesem Wettbewerb nach 42 Jahren zu brechen, beworben. Der Preisrichterskandal von Salt Lake City veranlasste die ISU das Wertungssystem vollständig zu reformieren.
Nach den Olympischen Spielen tourten Sicharulidse und Bereschnaja bis 2006 mit der Eisrevue Stars on Ice in den USA, danach kehrten sie nach Russland zurück, wo sie in einigen Eis-Shows im Fernsehen auftraten.
Im Jahr 2007 wurde Sicharulidse ins russische Parlament gewählt. Er war von 2008 bis 2012 Vorsitzender des Komitees für Körperkultur und Sport. 2010 ließ er sich als möglicher Kandidat für den Posten des Präsidenten des russischen Eiskunstlaufverbandes registrieren, zog sich aber zurück, als die Satzung geändert wurde und die Kompetenzen des Verbandspräsidenten beschnitten wurden.
Sicharulidse und Bereschnaja hatten zwischen 1996 und 2002 eine Beziehung. Danach sind sie eng befreundet geblieben. Sicharulisdse wurde 2010 der Pate von Bereschnajas Sohn.

## Ergebnisse

### Paarlauf
(bis einschließlich 1996 mit Marija Petrowa, ab 1997 mit Jelena Bereschnaja)
| Wettbewerb / Jahr           | 1993 | 1994 | 1995 | 1996 | 1997 | 1998 | 1999 | 2000 | 2001 | 2002 |
| --------------------------- | ---- | ---- | ---- | ---- | ---- | ---- | ---- | ---- | ---- | ---- |
| Olympische Winterspiele     |      |      |      |      |      | 2.   |      |      |      | 1.   |
| Weltmeisterschaften         |      | 8.   | 6.   |      | 9.   | 1.   | 1.   | G    | 2.   |      |
| Europameisterschaften       |      |      | 6.   | 5.   | 3.   | 1.   | Z    | D    | 1.   |      |
| Juniorenweltmeisterschaften | 2.   | 1.   | 1.   |      |      |      |      |      |      |      |
| Russische Meisterschaften   |      | 6.   | 2.   | 4.   | 2.   | 2.   | 1.   | 1.   | 1.   | 1.   |

- Z = Zurückgezogen
- D = Disqualifiziert (wegen eines positiven Dopingbefunds von Jelena Bereschnaja)
- G = von ISU gesperrt